# Винниченко Розалія Яківна
Розалія Яківна Винниченко (Ліфшиць) (26 липня 1886, Орел, Російська імперія — 6 лютого 1959, Мужен, Франція) — дружина Володимира Винниченка.

## Життєпис
Народилася 26 липня 1886 року в м. Орел, Російська імперія в заможній єврейській родині. Батько Яків (Яша) Ліфшиць, мати — Фаїна (Фаня) Видріна..
У 1914 році закінчила медичний факультет Паризького університету.
1909 року познайомилася з Володимиром Винниченком у родині сестри Віри та її чоловіка Бориса Яковенків у Каві ді Лаванья в Королівстві Італія.
28 березня 1911 року Розалія Яківна та Володимир Кирилович одружилися. Прийняла пропозицію чоловіка, щоб їхня родина була українською, вивчила українську мову, перебуваючи в еміграції, називала себе українкою.
У 1917—1919 роках проживала з чоловіком у Києві.
У листопаді 1918 року Володимир Винниченко очолив Директорію — вищий орган Української Народної Республіки.
У 1919 року разом із чоловіком емігрувала до Відня, а згодом вони жили в Німецькій державі, з 1925 року — у Французькій республіці, спочатку в Парижі, а з кінця 1934 року — у м. Мужен на півдні Французької республіки. Створювала чоловікові умови для плідної творчої праці, передруковувала його твори, деякі переклала на російську і французьку мови. Після смерті чоловіка в 1951 багато зробила для збереження його творчої спадщини. Архів В. Винниченка передала на зберігання до Архіву Української Вільної Академії Наук у США, залишивши заповіт, що в Україну він має бути переданий після того, як вона стане незалежною.